# UEFA Conference League

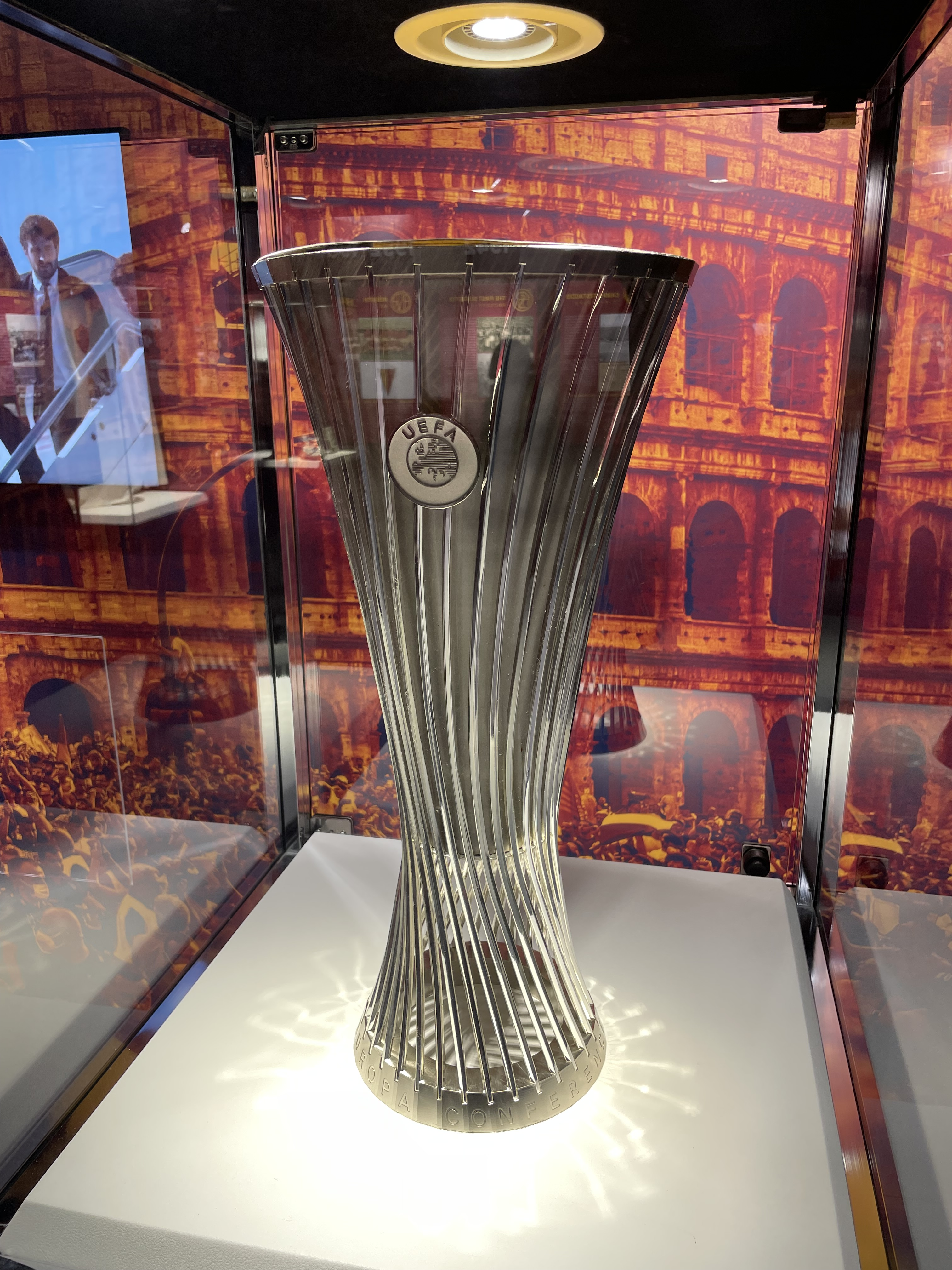
UEFA Conference League-trofee

De UEFA Conference League (U(E)CL) is een Europese voetbalbekercompetitie die in het seizoen 2021/22 van start is gegaan. Het bekertoernooi wordt jaarlijks door de UEFA georganiseerd. Na de UEFA Champions League en de UEFA Europa League is de UEFA Conference League de derde clubcompetitie in Europa.

## Geschiedenis
Het idee voor een nieuw, derde voetbaltoernooi in Europa bestaat al sinds 2015. Edwin van der Sar was in zijn rol binnen de European Club Association (ECA) een van de zes initiatiefnemers van het nieuw op te tuigen toernooi.
Op 2 december 2018 werd door de UEFA gecommuniceerd dat de nieuwe competitie er daadwerkelijk zou komen. Tijdens de voorbereidingen werd gesproken over de naam Europa League 2 of UEL2. Op 24 september 2019 werd bekendgemaakt dat deze nieuwe competitie de UEFA Europa Conference League zou heten en dat de wedstrijden op donderdagen afgewerkt zouden worden. Op 24 mei 2021 werd de trofee van het toernooi voor het eerst getoond.
Op 28 juni 2023 werd door de UEFA bekendgemaakt dat het toernooi vanaf seizoen 2024/25 UEFA Conference League zou gaan heten.

## Trofee
| Trofee | Beschrijving                                                                               |
| ------ | ------------------------------------------------------------------------------------------ |
|        | De trofee van de UEFA Conference League die op 24 mei 2021 door de UEFA werd gepresenteerd |

## Opzet
In de UEFA Conference League wordt gespeeld volgens hetzelfde systeem als in de UEFA Champions League. Voor de kwalificatie betekent dit dat gekwalificeerde clubs worden onderverdeeld in een groep van kampioenen en van niet-kampioenen. Na drie voorrondes wordt er nog een play-offronde gehouden voordat de groepsfase begint.

### Tot en met seizoen 2023-24
Met de groepsfase start het hoofdtoernooi, waarin de ploegen in acht poules van telkens vier clubs zijn verdeeld, en elke ploeg speelt een thuis- en uitwedstrijd tegen de andere drie ploegen in de groep.  
De winnaar van elke poule heeft zich gekwalificeerd voor de achtste finale en de nummers twee moeten na een loting een tussenronde spelen tegen een club die derde is geworden in de groepsfase van de Europa League. De nummers drie en vier van elke poule zijn klaar met Europese wedstrijden.   
Het knockout toernooi verloopt vervolgens over een thuis- en uitwedstrijd, behalve de finale.
Welke clubs aan het toernooi deelnemen en op welk moment ze instromen, wordt bepaald door de positie van de landen op de UEFA-competitiecoëfficiëntenranglijst. In onderstaande lijsten is te zien welk land wanneer instroomt en met hoeveel teams het deelneemt.
| Nr. | Clubs |
| --- | ----- |
| 01  | 1     |
| 02  | 1     |
| 03  | 1     |
| 04  | 1     |
| 05  | 1     |
| 06  | 2     |
| 07  | 2     |
| 08  | 2     |
| 09  | 2     |
| 10  | 2     |
| 11  | 2     |
| 12  | 2     |
| 13  | 2     |
| 14  | 2     |
| 15  | 2     |
| 16  | 3     |
| 17  | 3     |
| 18  | 3     |
| 19  | 3     |

| Nr. | Clubs |
| --- | ----- |
| 20  | 3 *   |
| 21  | 3 *   |
| 22  | 3 *   |
| 23  | 3 *   |
| 24  | 3 *   |
| 25  | 3 *   |
| 26  | 3 *   |
| 27  | 3 *   |
| 28  | 3 *   |
| 29  | 3 *   |
| 30  | 3 *   |
| 31  | 3 *   |
| 32  | 3 *   |
| 33  | 3 *   |
| 34  | 3 *   |
| 35  | 3 *   |
| 36  | 3 *   |
| 37  | 3 *   |

| Nr. | Clubs |
| --- | ----- |
| 38  | 3     |
| 39  | 3     |
| 40  | 3     |
| 41  | 3     |
| 42  | 3     |
| 43  | 3     |
| 44  | 3     |
| 45  | 3     |
| 46  | 3     |
| 47  | 3     |
| 48  | 3     |
| 49  | 3     |
| 50  | 3     |
| 51  | 2     |
| 52  | 2     |
| 53  | 2     |
| 54  | 2     |
| 55  | 2     |

* Dit is zonder Liechtenstein (-> één club), omdat in Liechtenstein geen voetbalcompetitie wordt gehouden, maar alleen een nationaal bekertoernooi. Voorheen kwalificeerde de winnaar van dit toernooi zich voor de eerste voorronde van de UEFA Europa League.

### Kwalificatie
| KWALIFICATIE tussen 2021 en 2023    | KWALIFICATIE tussen 2021 en 2023    | Teams nieuw deze ronde: | Teams van de vorige ronde:                                                                         | Teams vanuit de Champions League: | Teams vanuit de Europa League:                                                          |
| ----------------------------------- | ----------------------------------- | --- | -------------------------------------------------------------------------------------------------- | --- | --------------------------------------------------------------------------------------- |
| Eerste kwalificatieronde (72 teams) | Eerste kwalificatieronde (72 teams) | - 26 bekerwinnaars van de landen 30–55 - 25 nummers 2 van de landen 30–55 (zonder Liechtenstein) - 21 nummers 3 van de landen 29–50 (zonder Liechtenstein)            | | |                                                                                         |
| Tweede kwalificatieronde            | Kampioenen (20 teams)               | | | - 17 verliezers vanuit de eerste kwalificatieronde van de Champions League - 3 verliezers vanuit de voorronde van de Champions League |                                                                                         |
| Tweede kwalificatieronde            | Niet-kampioenen (90 teams)          | - 14 bekerwinnaars van de landen 16–29 - 14 nummers 2 van de landen 16–29 - 16 nummers 3 van de landen 13–28 - 9 nummers 4 van de landen 7–15 - 1 nummer 5 van land 6 | - 36 winnaars van de eerste kwalificatieronde                                                      | |                                                                                         |
| Derde kwalificatieronde             | Kampioenen (10 teams)               | | - 10 winnaars van de tweede kwalificatieronde (Kampioenen)                                         | |                                                                                         |
| Derde kwalificatieronde             | Niet-kampioenen (52 teams)          | - 6 nummers 3 van de landen 7–12 - 1 nummer 4 van land 6 | - 45 winnaars van de tweede kwalificatieronde (Niet-kampioenen)                                    | |                                                                                         |
| Play-offronde                       | Kampioenen (10 teams)               | | - 5 winnaars van de derde kwalificatieronde (Kampioenen)                                           | | - 5 verliezers vanuit de derde kwalificatieronde (Kampioenen) van de Europa League      |
| Play-offronde                       | Niet-kampioenen (34 teams)          | - 1 nummer 5 van land 5 - 4 nummers 6 van de landen 1–4 (Inclusief de winnaar van de EFL beker uit Engeland)                                                          | - 26 winnaars van de derde kwalificatieronde (Niet-kampioenen)                                     | | - 3 verliezers vanuit de derde kwalificatieronde (Niet-kampioenen) van de Europa League |
| Hoofdtoernooi                       | Groepsfase (32 teams)               | (geen enkel team kan zich rechtstreeks voor het eindtoernooi plaatsen)                                                                                                | - 5 winnaar van de play-offronde (Kampioenen) - 17 winnaars van de play-offronde (Niet-kampioenen) | | - 10 verliezers vanuit de play-offronde van de Europa League                            |

### Hoofdtoernooi
| HOOFDTOERNOOI tussen 2021 en 2023 | Teams die spelen in deze ronde:                                                                 | Teams al geplaatst voor volgende ronde: |
| --------------------------------- | ----------------------------------------------------------------------------------------------- | --------------------------------------- |
| Groepsfase (32 teams)             | - 22 winnaars van de play-offronde - 10 verliezers vanuit de play-offronde van de Europa League |                                         |
| Tussenronde (16 teams)            | - 8 nummers twee van de groepsfase - 8 nummers drie vanuit de groepsfase van de Europa League   | - 8 groepswinnaars van de groepsfase    |
| Achtste Finale (16 teams)         | - 8 groepswinnaars van de groepsfase - 8 winnaars van de tussenronde                            |                                         |

Uitzonderingen op bovenstaande lijst zijn er wanneer de winnaar van de Champions League of Europa League zich via de nationale competitie al plaatst voor de groepsfase van de Champions League. Of wanneer de winnaar van de Europa Conference League zich via de nationale competitie al plaatst voor Europees voetbal. 

### Vanaf 2024-2025
Het hoofdtoernooi start met de League phase: 36 clubs moeten elks tegen 6 verschillende clubs spelen. Alle clubs zitten op één ranglijst, en de clubs die na zes speelrondes op de plekken 1 t/m 8 staan, gaan gelijk door naar de achtste finales. De nummers 9 t/m 24 spelen een tussenronde om te bepalen wie doorstoot naar de achtste finales. Er stromen dus geen teams meer uit de Europa League naar de Conference League. De onderste twaalf clubs zijn uitgeschakeld in Europa.
Daarna is elke volgende ronde een knock-outronde met een thuis- en uitwedstrijd tegen dezelfde tegenstander. Alleen de finale bestaat uit een wedstrijd die op neutraal terrein wordt gespeeld. Doordat het stadion waar de finale plaatsvindt lang van tevoren wordt gekozen, kan het voorkomen dat het stadion ook de thuisbasis is van een van de twee finalisten. Dit staat los van wie voor de finale als uitspelend team en als thuisspelend team wordt aangewezen. In totaal worden er 141 wedstrijden gespeeld. De winnaar van de UEFA Conference League krijgt een startbewijs voor het daarop volgende seizoen van de UEFA Europa League. 
Welke clubs aan het toernooi deelnemen en op welk moment ze instromen, wordt bepaald door de positie van de landen op de UEFA-competitiecoëfficiëntenranglijst. In onderstaande lijsten is te zien welk land wanneer instroomt en met hoeveel teams het deelneemt.

## Finales
| Seizoen | Datum       | Winnaar            | Uitslag  | Tegenstander | Stadion en locatie                     |
| ------- | ----------- | ------------------ | -------- | ------------ | -------------------------------------- |
| 2021/22 | 25 mei 2022 | AS Roma            | 1 – 0    | Feyenoord    | Arena Kombëtare, Tirana, Albanië       |
| 2022/23 | 7 juni 2023 | West Ham United    | 2 – 1    | Fiorentina   | Eden Aréna, Praag, Tsjechië            |
| 2023/24 | 29 mei 2024 | Olympiakos Piraeus | 1 – 0 nv | Fiorentina   | Agia Sofiastadion, Athene, Griekenland |
| 2024/25 | 28 mei 2025 | Chelsea            | 4 – 1    | Real Betis   | Wrocław Stadion, Wrocław, Polen        |
| 2025/26 | 27 mei 2026 |                    | –        |              | Red Bull Arena, Leipzig, Duitsland     |
| 2026/27 | 2 juni 2027 |                    | –        |              | Beşiktaş Park, Istanboel, Turkije      |

### Winnaars per land
Bijgewerkt t/m de finale van 2025.
| Land        | Bekers | Club(s)                  | Finalist(en) | Club(s)         | Totaal finaleplekken |
| ----------- | ------ | ------------------------ | ------------ | --------------- | -------------------- |
| Engeland    | 2      | West Ham United, Chelsea |              |                 | 2                    |
| Italië      | 1      | AS Roma                  | 2            | Fiorentina (2×) | 3                    |
| Griekenland | 1      | Olympiakos Piraeus       |              |                 | 1                    |
| Nederland   |        |                          | 1            | Feyenoord       | 1                    |
| Spanje      |        |                          | 1            | Real Betis      | 1                    |

## Deelnames per club 2022-heden
In de onderstaande statistieken zijn de deelnames van alle clubs samengevoegd. Zij-instromers vanuit de UEFA Europa League zijn hierin niet meegerekend, tenzij de ploeg de finale heeft gehaald.
| Team                  | 22 | 23 | 24 | 25 | aantal |
| --------------------- | -- | -- | -- | -- | ------ |
| AS Roma               | X  |    |    |    | 1      |
| Feyenoord             | X  |    |    |    | 1      |
| Tottenham Hotspur     | X  |    |    |    | 1      |
| 0FC Basel             | X  | X  |    |    | 2      |
| FC Kopenhagen         | X  |    |    | X  | 2      |
| Slavia Praag          | X  | X  |    |    | 2      |
| AA Gent               | X  | X  | X  | X  | 4      |
| AZ                    | X  | X  | X  |    | 3      |
| LASK                  | X  |    |    | X  | 2      |
| FK Qarabağ            | X  |    |    |    | 1      |
| Maccabi Tel Aviv      | X  |    | X  |    | 2      |
| PAOK                  | X  |    | X  |    | 2      |
| Stade Rennes          | X  |    |    |    | 1      |
| FK Partizan           | X  | X  |    |    | 2      |
| CFR Cluj              | X  | X  |    |    | 2      |
| Zorya Luhansk         | X  |    | X  |    | 2      |
| 1. FC Union Berlin    | X  |    |    |    | 1      |
| CSKA Sofia            | X  |    |    |    | 1      |
| Vitesse               | X  |    |    |    | 1      |
| Slovan Bratislava     | X  | X  | X  |    | 3      |
| FK Jablonec           | X  |    |    |    | 1      |
| FA Alashkert          | X  |    |    |    | 1      |
| FC Flora Tallinn      | X  |    |    |    | 1      |
| Kairat Almaty         | X  |    |    |    | 1      |
| Lincoln Red Imps      | X  |    |    |    | 1      |
| Randers               | X  |    |    |    | 1      |
| Omonia Nicosia        | X  |    |    | X  | 2      |
| Anorthosis Famagusta  | X  |    |    |    | 1      |
| HJK Helsinki          | X  |    | X  | X  | 3      |
| Maccabi Haifa         | X  |    |    |    | 1      |
| FK Bodø/Glimt         | X  |    | X  |    | 2      |
| NŠ Mura               | X  |    |    |    | 1      |
| Villarreal            |    | X  |    |    | 1      |
| Istanbul Başakşehir   |    | X  |    | X  | 2      |
| West Ham United       |    | X  |    |    | 1      |
| Molde FK              |    | X  |    | X  | 2      |
| FCSB                  |    | X  |    |    | 1      |
| Fiorentina            |    | X  | X  | X  | 3      |
| 1. FC Köln            |    | X  |    |    | 1      |
| Hapoel Beer Sheva     |    | X  |    |    | 1      |
| Apollon Limasol       |    | X  |    |    | 1      |
| OGC Nice              |    | X  |    |    | 1      |
| RSC Anderlecht        |    | X  |    |    | 1      |
| FK Žalgiris           |    | X  |    |    | 1      |
| Austria Wien          |    | X  |    |    | 1      |
| Hearts                |    | X  |    | X  | 2      |
| Shamrock Rovers       |    | X  |    | X  | 2      |
| Sivasspor             |    | X  |    |    | 1      |
| FC Vaduz              |    | X  |    |    | 1      |
| SK Dnipro-1           |    | X  |    |    | 1      |
| Lech Poznań           |    | X  |    |    | 1      |
| 1. FC Slovácko        |    | X  |    |    | 1      |
| Silkeborg IF          |    | X  |    |    | 1      |
| Djurgårdens IF        |    | X  |    | X  | 2      |
| Pyunik Yerevan        |    | X  |    |    | 1      |
| RFS                   |    | X  |    |    | 1      |
| Olympiakos            |    |    | X  |    | 1      |
| KF Ballkani           |    | X  | X  |    | 2      |
| Eintracht Frankfurt   |    |    | X  |    | 1      |
| Dinamo Zagreb         |    |    | X  |    | 1      |
| Club Brugge           |    |    | X  |    | 1      |
| Fenerbahçe            |    |    | X  |    | 1      |
| Lille OSC             |    |    | X  |    | 1      |
| Ferencváros           |    |    | X  |    | 1      |
| Viktoria Pilsen       |    |    | X  |    | 1      |
| Aston Villa           |    |    | X  |    | 1      |
| Loedogorets           |    |    | X  |    | 1      |
| KRC Genk              |    |    | X  |    | 1      |
| Astana FK             |    |    | X  | X  | 2      |
| Beşiktaş              |    |    | X  |    | 1      |
| Legia Warschau        |    |    | X  | X  | 2      |
| Spartak Trnava        |    |    | X  |    | 1      |
| Olimpija Ljubljana    |    |    | X  | X  | 2      |
| Zrinjski Mostar       |    |    | X  |    | 1      |
| KÍ Klaksvík           |    |    | X  |    | 1      |
| Aberdeen              |    |    | X  |    | 1      |
| FK Čukarički          |    |    | X  |    | 1      |
| FC Lugano             |    |    | X  | X  | 2      |
| Breiðablik Kópavogur  |    |    | X  |    | 1      |
| FC Nordsjælland       |    |    | X  |    | 1      |
| Apoel Nicosia         |    |    |    | X  | 1      |
| Borac                 |    |    |    | X  | 1      |
| NK Celje              |    |    |    | X  | 1      |
| Cercle Brugge         |    |    |    | X  | 1      |
| Chelsea FC            |    |    |    | X  | 1      |
| Dinamo Minsk          |    |    |    | X  | 1      |
| 1. FC Heidenheim      |    |    |    | X  | 1      |
| Jagiellonia Białystok |    |    |    | X  | 1      |
| Larne FC              |    |    |    | X  | 1      |
| FK Mladá Boleslav     |    |    |    | X  | 1      |
| FC Noah               |    |    |    | X  | 1      |
| Pafos FC              |    |    |    | X  | 1      |
| Panathinaikos FC      |    |    |    | X  | 1      |
| Petrocub              |    |    |    | X  | 1      |
| Real Betis            |    |    |    | X  | 1      |
| Rapid Wien            |    |    |    | X  | 1      |
| Sankt Gallen          |    |    |    | X  | 1      |
| The New Saints FC     |    |    |    | X  | 1      |
| FK TSC                |    |    |    | X  | 1      |
| Vikingur Reykjavik    |    |    |    | X  | 1      |
| Vitoria SC            |    |    |    | X  | 1      |